# Павличинские
Павличинские (пол. Pawliczyński) — польский дворянский род.
Родоначальник их, Иосиф Гонзаго-Павличинский, был подчашим Люблинским с 1669 года. Потомство его внесено в VI часть родословных книг Подольской и Санкт-Петербургской губерний.

## Описание герба
В чёрном щите золотая подкова шипами вверх, на уровне которых в её середине золотой крест с широкими концами.
Щит увенчан дворянским коронованным шлемом. Нашлемник: чёрный ястреб с червлёными глазами, клювом и червлёными бубенчиками на ногах, держит в когтях правой лапы золотую подкову шипами вверх, в её середине крест с широкими концами. Намёт: чёрный с золотом. Герб Павличинских внесен в Часть 12 Общего гербовника дворянских родов Всероссийской империи, стр. 119.